# François Touvet
François Touvet (Paris, França, 13 de maio de 1965) é um clérigo francês e bispo católico romano de Fréjus-Toulon.

## Biografia
Depois de se formar na escola militar de Saint-Cyr, François Touvet treinou como oficial da Marinha Francesa. Ingressou então no seminário de Paray-le-Monial. A formação posterior teve lugar em Besançon e no Institut Catholique de Lyon, onde obteve a licenciatura em teologia em 1992. Em 28 de junho de 1992 recebeu o Sacramento da Ordem para a diocese de Dijon.
Além de várias tarefas na pastoral paroquial, foi pároco diocesano do movimento juvenil eucarístico de 1996 a 2004. De 2002 a 2004 foi Vigário Episcopal para a região pastoral de Seine et Tilles e depois Vigário Geral da Arquidiocese de Dijon até 2010. Assumiu o cargo de pároco da Catedral de Langres, na diocese vizinha de Langres. Em 2012 tornou-se também vigário episcopal para a pastoral da região sul. Em 2014 foi nomeado Vigário Geral da Diocese de Langres.
Em 23 de dezembro de 2015, o Papa Francisco o nomeou Bispo de Châlons. O arcebispo de Reims, Thierry Jordan, o consagrou bispo em 28 de fevereiro do ano seguinte. Co-consagradores foram o Bispo de Langres, Joseph de Metz-Noblat, e seu antecessor Gilbert Louis.
Em 21 de novembro de 2023, foi nomeado bispo coadjutor da diocese de Fréjus-Toulon. Foi-lhe atribuída a maior parte da autoridade de um ordinário, em vez do papel de um auxiliar que é habitual para um coadjutor, especificamente "os poderes especiais do governo diocesano nas áreas de administração, gestão do clero, formação de seminaristas e padres, apoio a institutos de vida consagrada, sociedades de vida apostólica e associações de fiéis".
Ele foi empossado em Toulon em 10 de dezembro. Ele anunciou o fim das restrições do Vaticano às ordenações na diocese que foram definidas em 28 de abril de 2022, e anunciou que as ordenações sacerdotais foram programadas para 21 de janeiro e 29 de junho de 2024.
Touvet sucedeu como bispo quando o Papa Francisco aceitou a renúncia de seu antecessor em 7 de janeiro de 2025.